# Adrián Babič
Adrián Babič (ur. 14 listopada 1996, zm. 26 maja 2021) – słowacki kolarz szosowy i górski.
Babič urodził się z poważną wadą słuchu – w obu uszach ubytek słuchu przy urodzeniu wynosił 86%. Mimo to startował wspólnie z pełnosprawnymi sportowcami, zdobywając między innymi medale mistrzostw kraju w różnych kategoriach wiekowych czy biorąc udział w mistrzostwach Europy. Odnosił także liczne sukcesy w rywalizacji osób niesłyszących, zdobywając między innymi medale igrzysk olimpijskich niesłyszących. 26 maja 2021, w trakcie treningu, zginął w wyniku obrażeń doznanych przy potrąceniu przez samochód.

## Osiągnięcia

### Kolarstwo szosowe
Opracowano na podstawie:

2016
- 3. miejsce w mistrzostwach Europy niesłyszących (sprint na 1000 metrów)

2017
- 3. miejsce w mistrzostwach Słowacji (jazda indywidualna na czas)
- 2. miejsce w igrzyskach olimpijskich niesłyszących (jazda indywidualna na czas)
- 3. miejsce w igrzyskach olimpijskich niesłyszących (start wspólny)

2019
- 1. miejsce w mistrzostwach Słowacji (jazda drużynowa na czas)
- 1. miejsce w klasyfikacji generalnej Pucharu Słowacji

2021
- 1. miejsce w mistrzostwach Europy niesłyszących (wyścig punktowy)
- 2. miejsce w mistrzostwach Europy niesłyszących (wyścig eliminacyjny)
- 2. miejsce w mistrzostwach Europy niesłyszących (jazda indywidualna na czas)
- 2. miejsce w mistrzostwach Europy niesłyszących (start wspólny)

### Kolarstwo górskie
Opracowano na podstawie:
2014
- 2. miejsce w mistrzostwach Europy niesłyszących (sztafeta cross-country)

2017
- 1. miejsce w igrzyskach olimpijskich niesłyszących (cross-country)

2018
- 1. miejsce w mistrzostwach Europy niesłyszących (maraton cross-country)
- 2. miejsce w mistrzostwach Europy niesłyszących (cross-country)

## Rankingi
| Rok             | 2017  | 2018  | 2019  |
| --------------- | ----- | ----- | ----- |
| World Ranking   | 1744. | 2571. | 1297. |
| UCI Europe Tour | 1094. | 1714. | 896.  |
|                 |       |       |       |
| Źródło: UCI     |       |       |       |